# Segunda División de Chile 1983
El Campeonato Nacional de Fútbol de Segunda División de 1983 fue el 32° torneo disputado de la segunda categoría del fútbol profesional chileno, con la participación de 24 equipos.
El campeón del torneo fue Cobresal, que consiguió el ascenso a Primera División por primera vez en su historia.
Cabe destacar que en esta temporada debutaron Deportes Valdivia, Provincial Osorno y Deportes Puerto Montt en la Segunda División, con esto el fútbol profesional chileno se extendió hasta la X Región de Los Lagos

## Movimientos divisionales
| Pos | a Primera División 1983-84 |
| --- | -------------------------- |
| 1º  | Fernández Vial (Campeón)   |
| 2º  | Everton                    |
| 3º  | Trasandino                 |
| 4º  | Unión San Felipe           |
| 5º  | Deportes Antofagasta       |
| 6º  | Santiago Wanderers         |
| 7º  | Huachipato                 |
| 8º  | Green Cross-Temuco         |

| Pos | desde Tercera División de Chile 1982 |
| --- | ------------------------------------ |
| 1º  | Deportes Laja (Campeón)              |
| 2º  | Quintero Unido                       |
| 3º  | Deportes Victoria                    |
| 4º  | Unión Comercio                       |
| 5º  | General Velásquez                    |
| 6º  | Curicó Unido                         |

| Pos | Expansión (Región de Los Lagos) |
| --- | ------------------------------- |
| 1º  | Deportes Valdivia               |
| 2º  | Provincial Osorno               |
| 3º  | Deportes Puerto Montt           |

| Pos | Descendido desde Primera División de Chile 1982 |
| --- | ----------------------------------------------- |
| 1º  | Santiago Morning                                |
| 2º  | Deportes La Serena                              |

| Pos | Descendido a Tercera División de Chile 1983 |
| --- | ------------------------------------------- |
| 1º  | Talagante Ferro                             |

## Equipos participantes
| Equipo                | Ciudad                      |
| --------------------- | --------------------------- |
| Cobresal              | El Salvador                 |
| Coquimbo Unido        | Coquimbo                    |
| Curicó Unido          | Curicó                      |
| Deportes Colchagua    | San Fernando                |
| Deportes Concepción   | Concepción                  |
| Deportes Laja         | Laja                        |
| Deportes La Serena    | La Serena                   |
| Deportes Linares      | Linares                     |
| Deportes Ovalle       | Ovalle                      |
| Deportes Puerto Montt | Puerto Montt                |
| Deportes Valdivia     | Valdivia                    |
| Deportes Victoria     | Victoria                    |
| General Velásquez     | San Vicente de Tagua Tagua  |
| Iberia                | Los Ángeles                 |
| Lota Schwager         | Coronel                     |
| Malleco Unido         | Angol                       |
| Ñublense              | Chillán                     |
| Provincial Osorno     | Osorno                      |
| Quintero Unido        | Quintero                    |
| San Antonio Unido     | San Antonio                 |
| San Luis              | Quillota                    |
| Santiago Morning      | Recoleta, Santiago de Chile |
| Unión Santa Cruz      | Santa Cruz                  |
| Unión La Calera       | La Calera                   |

## Tabla de posiciones[5]
| Pos | Equipo                | PJ | PG | PE | PP | GF | GC | Dif | Bono | Pts |
| --- | --------------------- | -- | -- | -- | -- | -- | -- | --- | ---- | --- |
| 1   | Cobresal              | 33 | 23 | 9  | 1  | 67 | 18 | 49  | 1    | 56  |
| 2   | San Luis              | 33 | 17 | 9  | 7  | 53 | 32 | 21  | 1    | 44  |
| 3   | Deportes Laja         | 33 | 15 | 12 | 6  | 55 | 38 | 17  | -    | 42  |
| 4   | Malleco Unido         | 33 | 12 | 16 | 5  | 47 | 30 | 17  | -    | 40  |
| 5   | Deportes La Serena    | 33 | 15 | 10 | 8  | 54 | 46 | 8   | -    | 40  |
| 6   | Coquimbo Unido        | 33 | 14 | 9  | 10 | 58 | 38 | 20  | 1    | 38  |
| 7   | Lota Schwager         | 33 | 14 | 9  | 10 | 40 | 41 | -1  | -    | 37  |
| 8   | Deportes Victoria     | 33 | 12 | 12 | 9  | 43 | 35 | 8   | -    | 36  |
| 9   | Unión La Calera       | 33 | 13 | 10 | 10 | 51 | 44 | 7   | -    | 36  |
| 10  | Deportes Concepción   | 33 | 14 | 8  | 11 | 43 | 39 | 4   | -    | 36  |
| 11  | Deportes Linares      | 33 | 11 | 12 | 10 | 56 | 50 | 6   | -    | 34  |
| 12  | Deportes Puerto Montt | 33 | 11 | 11 | 11 | 45 | 47 | -2  | -    | 33  |
| 13  | Quintero Unido        | 33 | 11 | 9  | 13 | 40 | 47 | -7  | -    | 31  |
| 14  | Unión Santa Cruz      | 33 | 10 | 10 | 13 | 57 | 58 | -1  | -    | 30  |
| 15  | Deportes Valdivia     | 33 | 9  | 12 | 12 | 40 | 48 | -8  | -    | 30  |
| 16  | General Velásquez     | 33 | 9  | 11 | 13 | 48 | 56 | -8  | -    | 29  |
| 17  | Iberia Biobío         | 33 | 9  | 11 | 13 | 36 | 49 | -13 | -    | 29  |
| 18  | Provincial Osorno     | 33 | 7  | 14 | 12 | 32 | 43 | -11 | -    | 28  |
| 19  | San Antonio Unido     | 33 | 10 | 8  | 15 | 36 | 54 | -18 | -    | 28  |
| 20  | Deportes Ovalle       | 33 | 10 | 7  | 16 | 31 | 41 | -10 | -    | 27  |
| 21  | Curicó Unido          | 33 | 6  | 13 | 14 | 38 | 58 | -20 | -    | 25  |
| 22  | Ñublense              | 33 | 9  | 6  | 18 | 37 | 51 | -14 | -    | 24  |
| 23  | Colchagua             | 33 | 7  | 9  | 17 | 44 | 60 | -16 | -    | 23  |
| 24  | Santiago Morning      | 33 | 5  | 9  | 19 | 38 | 66 | -28 | -    | 19  |

PJ=Partidos jugados; PG=Partidos ganados; PE=Partidos empatados; PP=Partidos perdidos; GF=Goles a favor; GC=Goles en contra; Dif=Diferencia de gol; Bono=Bono por Copa Polla Gol; Pts=Puntos

|  | Campeón. Asciende a Primera División |
|  | Asciende a Primera División          |
|  | Clasifica a la Liguilla de Ascenso   |
|  | Juega la Liguilla de Descenso        |
|  | Desciende a Tercera División         |

### Liguilla Ascenso
| Pos | Equipo             | PJ | PG | PE | PP | GF | GC | Dif | Pts |
| --- | ------------------ | -- | -- | -- | -- | -- | -- | --- | --- |
| 1   | Deportes La Serena | 3  | 2  | 1  | 0  | 13 | 7  | 6   | 5   |
| 2   | Coquimbo Unido     | 3  | 2  | 1  | 0  | 9  | 6  | 3   | 5   |
| 3   | Deportes Laja      | 3  | 1  | 0  | 2  | 11 | 13 | -2  | 2   |
| 4   | Malleco Unido      | 3  | 0  | 0  | 3  | 8  | 15 | -7  | 0   |

1º Fecha
| 4 de marzo de 1984 | Coquimbo Unido | 5 : 3 | Malleco Unido | Estadio La Portada, La Serena |  |

| 4 de marzo de 1984 | Deportes La Serena                                                                                 | 8 : 3 | Deportes Laja | Estadio La Portada, La Serena |  |
|                    | Juan Koscina 39' · Dario Scatolaro 46' 89' · Hernán Castro 54' · Fernando González 58' 62' 73' 79' |       |               |                               |  |

2º Fecha
| 7 de marzo de 1984 | Coquimbo Unido                        | 2 : 1 | Deportes Laja  | Estadio La Portada, La Serena |  |
|                    | Jorge Gálvez 1' · Gustavo Álvarez 71' |       | Daniel Paz 52' |                               |  |

| 7 de marzo de 1984 | Deportes La Serena                                   | 3 : 2 | Malleco Unido                     | Estadio La Portada, La Serena |  |
|                    | Fernando González 52' · Torino · Dario Scatolaro 79' |       | Alfredo Núñez 27' · Alfredo Núñez |                               |  |

3º Fecha
| 11 de marzo de 1984 | Deportes Laja | 7 : 3 | Malleco Unido | Estadio La Portada, La Serena   |  |
|                     |               |       |               | Asistencia: 15.000 espectadores |  |

| 11 de marzo de 1984 | Deportes La Serena                        | 2 : 2 | Coquimbo Unido                        | Estadio La Portada, La Serena   |                                 |
|                     | Fernando González 19' · Fernando González |       | Juan Carlos Barraza 9' · Mario Zurita | Asistencia: 15.000 espectadores | Asistencia: 15.000 espectadores |

- Deportes La Serena y Coquimbo Unido ascendieron a la Primera División para el año 1984. En tanto, Deportes Laja y Malleco Unido se mantienen en la Segunda División, para la misma temporada mencionada.

### Liguilla Descenso
| Pos | Equipo            | PJ | PG | PE | PP | GF | GC | Dif | Pts |
| --- | ----------------- | -- | -- | -- | -- | -- | -- | --- | --- |
| 1   | Curicó Unido      | 3  | 3  | 0  | 0  | 8  | 1  | 7   | 6   |
| 2   | Deportes Ovalle   | 3  | 2  | 0  | 1  | 7  | 2  | 5   | 4   |
| 3   | Ñublense          | 3  | 1  | 0  | 2  | 2  | 8  | -6  | 2   |
| 4   | San Antonio Unido | 3  | 0  | 0  | 3  | 1  | 7  | -6  | 0   |

|  | Asciende a Primera División  |
|  | Desciende a Tercera División |